# John Morrison (luchador)
John Randall Hennigan (Los Ángeles, California, Estados Unidos; 3 de octubre de 1979) es un luchador profesional estadounidense. más conocido por el nombre de ring John Morrison.
Es muy conocido por diversas empresas como Lucha Underground (LU), Lucha Libre AAA Worldwide (AAA), Global Force Wrestling (GFW), Impact Wrestling (IW) All Elite Wrestling (AEW) y en el circuito independiente bajo el nombre de Johnny Mundo, Johnny Impact, Johnny Elite y en la WWE en las marcas Raw y SmackDown con el nombre de John Morrison.
Hennigan es cuatro veces Campeón Mundial al haber sido una vez Campeón Mundial de la ECW, una vez Megacampeón de AAA, una vez Campeón Mundial de Impact y uno como Lucha Underground Championship. También se destacan sus tres reinados como Campeón Intercontinental de la WWE, cuatro como Campeón en Parejas de la WWE, uno como Campeón Mundial en Parejas, uno como Campeón de Lucha Underground, uno como SmackDown Tag Team Championship uno como Campeón latinoamericano de AAA, uno como Campeón Mundial de Peso Crucero de AAA, uno como Campeón por Tríos de Lucha Underground, uno como Campeón Regalo de los Dioses de Lucha Underground. Además, se convirtió en el ganador junto a Matt Cappotelli de la tercera edición del Tough Enough y fue Ganador de la Lucha Libre World Cup en 2016 junto con Chavo Guerrero Jr y Brian Cage y ser el ganador de la Elimination Chamber 2020 con The Miz

## Vida personal
Hennigan tiene dos hermanas y creció en Palos Verdes, donde asistió a la universidad. Se graduó en la Universidad de Davis, California en 2002. Hennigan citó a Shawn Michaels, Randy Savage y Curt Hennig como sus luchadores favoritos.
Hennigan tuvo una larga relación con la ex-diva de WWE Melina Pérez. La pareja se conoció durante las audiciones para la tercera edición del programa Tough Enough, aunque ella no apareció en el show. Hennigan y Pérez empezaron a salir después. Hennigan es buen amigo de compañeros de la lucha libre profesional como Randy Orton y Matt Cappotelli.
Artículos publicados en Sports Illustrated, New York Daily News, y The Washington Post durante el fin de semana del 30 de agosto de 2007 nombraron a Hennigan como una de las superestrellas de la WWE que han comprado fármacos de una farmacia en línea. Esto es una violación de la política de bienestar de los talentos de la WWE. Especificando, Hennigan recibió somatropina, anastrozol, testosterona, estanozolol y Gonadotropina coriónica desde junio de 2006 y febrero de 2007, después de que la regla de no comprar drogas en línea fuera impuesta. Como resultado de esta infracción, Hennigan fue suspendido por treinta días., John Morrison tiene compañeros personales quienes son The Miz, Dolph Ziggler & Zack Ryder.
Hennigan está casado con la luchadora Taya.

## Carrera

### World Wrestling Federation/ Entertainment / WWE (2002-2011)

#### Tough Enough
Antes de empezar su carrera como luchador profesional, Hennigan estuvo en la Universidad de California de Davis, estudiando cine y geología. Sin embargo, decidió empezar una carrera de luchador profesional entrenando en la escuela de lucha libre Supreme Pro Wrestling. En 2002, fue aceptado como miembro de la tercera edición reality show Tough Enough, promovido por la empresa World Wrestling Entertainment (WWE), siendo co-ganador junto a Matt Cappotelli. Como premio, ambos luchadores obtuvieron dos contratos con la WWE, siendo enviados a su territorio de desarrollo, la Ohio Valley Wrestling. Hennigan & Capottelli debutaron en la WWE en un episodio de Heat en enero de 2004, perdiendo ante Garrison Cade & Mark Jindrak.

#### 2004

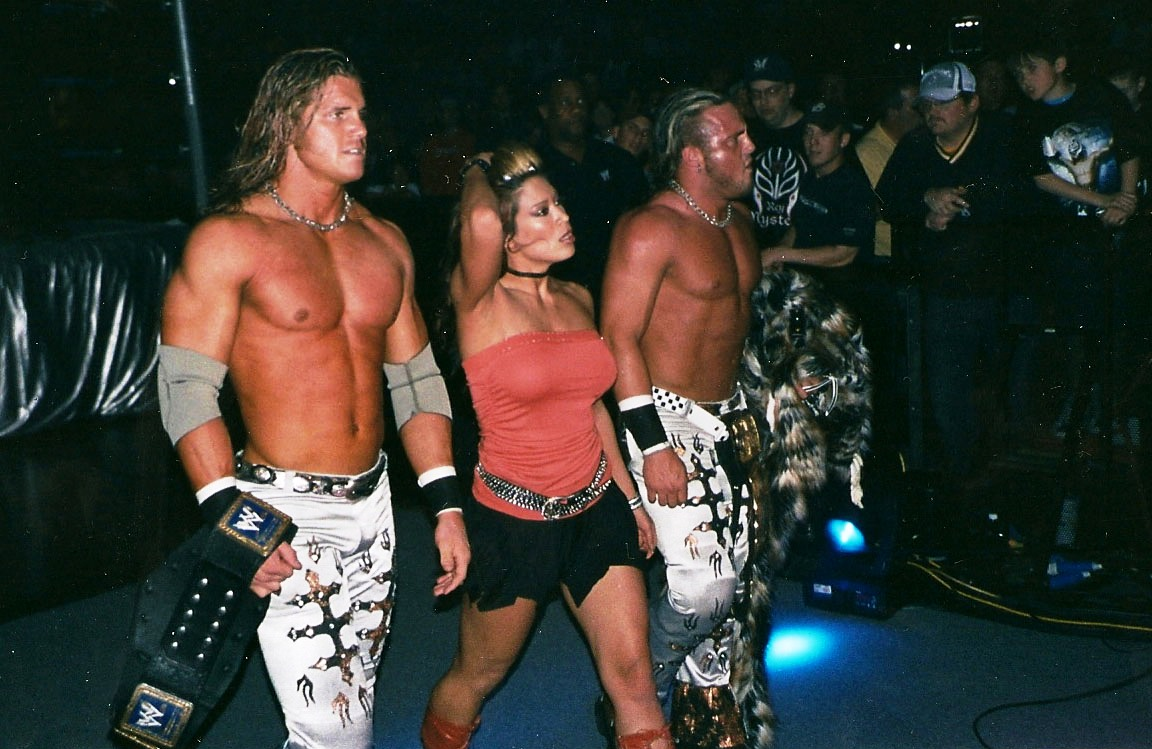
MNM como Campeones por Parejas de la WWE.

El 1 de marzo de 2004, Hennigan debutó en RAW bajo un gimmick de asistente del General Mánager de RAW Eric Bischoff, siendo llamado Johnny Blaze. Sin embargo, la empresa de cómics Marvel amenazó con denunciar a la WWE por el uso del nombre Johnny Blaze, ya que el personaje de Ghost Rider usaba ese nombre, por lo que la siguiente semana cambió su nombre a Johnny Spade, pero como ese nombre ya lo estaba usando un luchador independiente, a las tres semanas pasó a llamarse Johnny Nitro. El nombre de Nitro, con el que se quedó definitivamente, hacía referencia a Monday Nitro, programa de la World Championship Wrestling, rival de la WWE y comenzó a usar la música de dicho programa en su entrada. Nitro actuó como el aprendiz y asistente de Bischoff hasta el 7 de junio en RAW, donde luchó contra Eugene perdiendo la pelea, en la cual estaba estipulado que si perdía la pelea, perdería el trabajo.
Después de dejar RAW, volvió a la Ohio Valley Wrestling y tuvo un feudo con su compañero Matt Cappotelli. Durante el curso del feudo, Melina Pérez entró en la compañía como la exnovia y la aliada de Cappotelli, únicamente para hacer un turn y aliarse con Nitro. No mucho después, se unieron a Joey Matthews, formando el equipo de lucha MNM.

#### 2005-2006

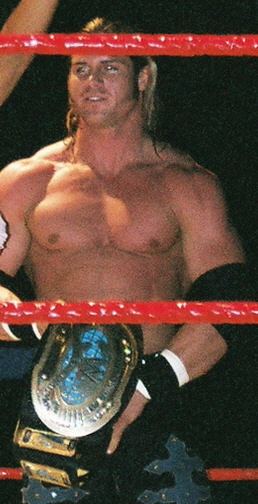
Johnny Nitro como Campeón Intercontinental.

MNM peleó en la OVW alrededor de un año, consiguiendo el Campeonato Sureño en Parejas de la OVW una vez, antes de ser llamados para luchar en SmackDown! en abril de 2005. Mientras estuvieron en SmackDown!, mantuvieron varios feudos con los equipos de Rey Mysterio & Eddie Guerrero, Rey Mysterio & Batista, The Legion of Doom y Paul London & Brian Kendrick. MNM consiguió el Campeonato por Parejas de la WWE en tres ocasiones.
En mayo de 2006, en Judgment Day 2006, MNM perdió su título por parejas frente a Paul London & Brian Kendrick. Tras esto, Nitro y Melina cambiaron de face a heel de repente y rompieron el grupo. Ella y Nitro fueron a hablar con el Mánager General, Theodore Long, hasta que Melina le pegó una bofetada, despidiendo a ambos de la marca (Kayfabe).
La semana siguiente Nitro & Melina debutaron en RAW contra el Campeón de la WWE John Cena. En el capítulo siguiente de RAW, Melina fingió una torcedura de tobillo, lo que permitió a Nitro cubrir a un distraído Charlie Haas para conseguir su primera victoria. Nitro inmediatamente se unió a la caza por el Campeonato Intercontinental, finalmente derrotando al entonces campeón Shelton Benjamin en Vengeance 2006 en un Triple Threat Match, en el que también participó Carlito. Nitro retuvo el cinturón, el primero individual de su carrera, durante cuatro meses, manteniendo feudos con varios luchadores antes de perderlo contra Jeff Hardy el 2 de octubre en RAW. Durante su etapa en RAW, Nitro estuvo envuelto en varias rivalidades esporádicas con John Cena, el hombre que le derrotó en su primer combate en RAW. Esta rivalidad fue la única que involucró también a Kevin Federline, que apareció el 16 de octubre en RAW desde Los Ángeles. Federline fue entrenado por Nitro (Kayfabe) para un combate contra Cena el 1 de enero, que terminó ganando después de la intervención de Umaga.
Mientras tanto, Nitro recuperó el Campeonato Intercontinental de Jeff Hardy el 6 de noviembre cuando su antiguo amigo, y Mánager General esa noche, Eric Bischoff mandó repetir el combate en el que Nitro había sido descalificado. La semana siguiente, sin embargo, Jeff Hardy volvió a recuperar el título. En noviembre de 2006 MNM volvió a unirse en un episodio de RAW para aceptar un reto de los Hardy Boyz para December to Dismember 2006. MNM y los Hardy Boyz mantuvieron un feudo de marcas, que se intensificó cuando Mercury se lesionó en diciembre, durante el evento pago por visión Armageddon 2006. En el Tribute to the Troops 2006 fue derrotado por Undertaker.

#### 2007

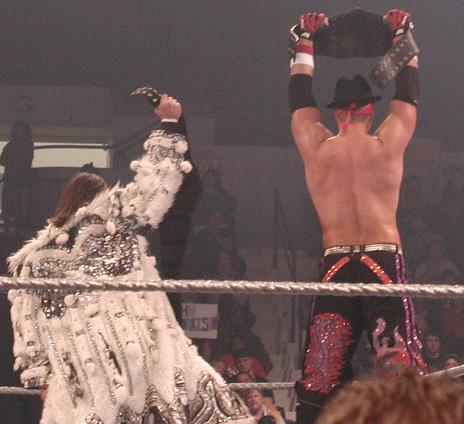
John Morrison (izquierda) y The Miz como Campeones en pareja de la WWE.

En febrero, MNM perdió un combate especial, por lo que tuvo que volver a disolverse. Ambos siguieron compitiendo como luchadores individuales en sus respectivas marcas (RAW y Smackdown!). MNM se disolvió definitivamente cuando Joey Mercury fue despedido por parte de la World Wrestling Entertainment. Nitro hizo una corta alianza con Kenny Dykstra.
Fue movido a la ECW, donde participó en el evento Vengeance 2007 fue el sustituto de Chris Benoit frente a CM Punk en un combate por el vacante Campeoonato de la ECW, el cual ganó. Semanas más tarde cambió su nombre a John Morrison y adoptó apodos como "The Shaman of Sexy" o "The New Face of Extreme". Tras esto, continuó su feudo con Punk, enfrentándose en los eventos The Great American Bash 2007 y SummerSlam 2007, en los cuales lo retuvo. Sin embargo, lo perdió el 1 de septiembre de 2007 en ECW on Sci Fi.
En un principio estaba preparado que Morrison tuviera un reinado como campeón más largo, pero debido a que estaba involucrado en un problema de uso de sustancias prohibidas por la empresa, por lo que tuvo una suspensión de 30 días.
Volvió el día 9 de octubre derrotando a CM Punk en una lucha sin opción al título. Tras esto, fue uno de los posibles contendientes número 1 al título en Cyber Sunday 2007, junto a Big Daddy V y The Miz, para enfrentarse a CM Punk. Sin embargo, no fue elegido, siendo The Miz el ganador de las votaciones. Sin embargo, empezó a hacer pareja con Miz y el 16 de noviembre, tuvo una lucha por los Campeonatos en Parejas de la WWE en SmackDown! contra MVP & Matt Hardy. Ambos derrotaron a los campeones, ganando los títulos, para vencerles ese mismo día de nuevo en la revancha, lesionando a Hardy (Kayfabe). Tras esto, peleó por el título en Survivor Series 2007 en un Triple Threat Match contra el Campeón de la ECW Punk y su compañero The Miz, siendo ambos derrotados.

#### 2008

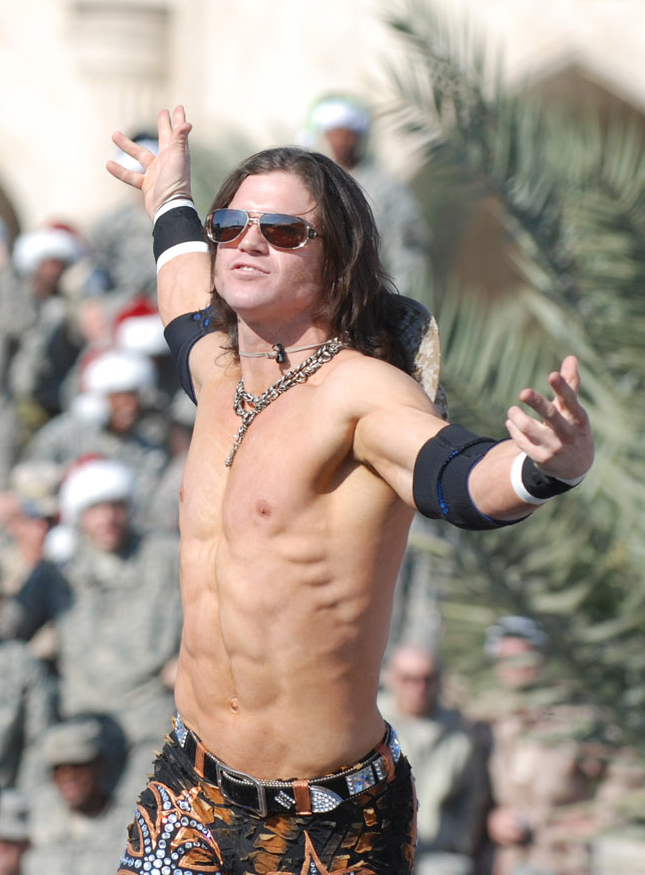
John Morrison en el WWE Tribute to the Troops en 2008.

El 6 de enero luchó junto a The Miz contra Jimmy Wang Yang y Shannon Moore en una lucha clasificatoria para el Royal Rumble match de Royal Rumble 2008 en la que también pusieron en juego su Campeonato por Parejas de la WWE, ganando la lucha. En Royal Rumble salió el número 6 y fue eliminado el número 14 por Kane, durando 29:50 minutos. En SmackDown derrotó a The Miz clasificando para Money in the bank de Wrestlemania XXIV. En Wrestlemania XXIV, participó en el Money in the bank, pero no salió victorioso, siendo ganador
CM Punk.
Luchó, junto con The Miz, contra Shannon Moore y Jimmy Wang Yang siendo por el Campeonato en Parejas de la WWE, lucha que lograron ganar. Más tarde en Judgment Day, Morrison y The Miz derrotaron a Kane y CM Punk, reteniendo los Campeonatos en Parejas de la WWE.
En One Night Stand, luchó contra Tommy Dreamer, The Big Show, Chavo Guerrero y CM Punk para ser el contendiente número 1 por el Campeonato de la ECW, lucha que ganó Big Show. Luego, en Night of Champions, luchó junto a The Miz contra Finlay y Hornswoggle, donde lograron retener el Campeonato por Parejas de la WWE y en The Great American Bash, Curt Hawkins y Zack Ryder consiguieron el Campeonato en Parejas de la WWE al derrotar a John Morrison & The Miz, Finlay & Hornswoggle y Jesse & Festus. Posteriormente entró en un feudo con Cryme Tyme que culminó en Cyber Sunday, donde Morrison y Miz derrotaron a Shad y JTG y en Survivor Series 2008 hicieron equipo con JBL, MVP y Kane, donde Morrison fue el último eliminado de su equipo después de una Sweet Chin Music de Shawn Michaels.
Y durante la lucha Morrison le copió algunos movimientos a Michaels
El 13 de diciembre, en un house show de las tres marcas (RAW, ECW y SmackDown!), Morrison y The Miz se enfrentaron a los Campeones Mundiales en Parejas CM Punk y Kofi Kingston, derrotándolos y ganando su primer Campeonato Mundial en Parejas.

#### 2009

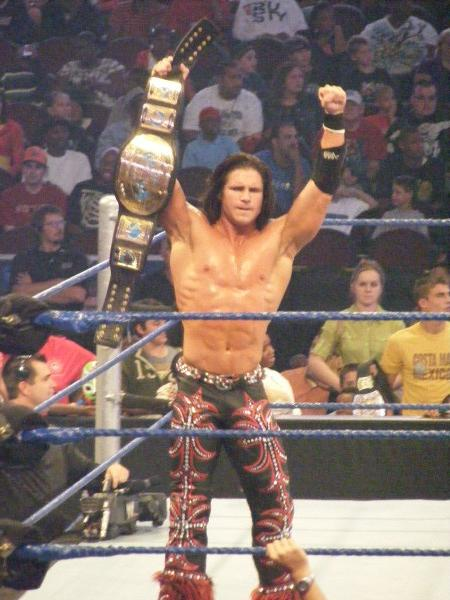
Al poco de separarse, Hennigan ganó su tercer Campeonato Intercontinental.

Participó en el Royal Rumble 2009, en donde entró segundo y fue eliminado junto a The Miz por Triple H. Durante el mes de febrero, iniciaron una rivalidad con los Campeones en Parejas de la WWE Carlito & Primo, que también incluyó participación de las Bella Twins (Brie & Nikki). En la edición del 13 de febrero de SmackDown!, Morrison & Miz derrotaron a Carlito & Primo, ganando una cita romántica con las Bellas (kayfabe). Además, se pactó un combate de unificación de títulos en WrestleMania XXV, donde fueron derrotados Morrison & Miz y perdieron los títulos.
En la edición de RAW del 13 de abril, a causa del Draft 2009, el equipo se separó cuando Miz se fue a  RAW. Sin embargo, cuando se abrazaron tras el combate, Miz le atacó, cambiando Morrison a face. El 15 de abril de 2009, fue enviado a la marca SmackDown! por el Draft suplementario. Tras su cambio de marca, inició un pequeño feudo con Shelton Benjamin, al cual derrotó en Judgment Day. Posteriormente, tras un par de victorias frente al entonces Campeón Mundial Peso Pesado CM Punk, el 31 de julio en SmackDown recibió una oportunidad por el campeonato frente a Jeff Hardy, pero no logró ganarlo.
En la edición del 4 de septiembre de SmackDown (grabada el 1 de septiembre), Morrison derrotó a Rey Mysterio, ganando el Campeonato Intercontinental por tercera vez en su carrera. En Hell in a Cell retuvo el título ante Dolph Ziggler. Debido a la competencia de marcas del evento Bragging Rights y su estatus como campeón, inició un feudo con el campeón de los Estados Unidos The Miz, enfrentándose en un combate que ganó Miz. Siguiendo con su feudo, en Survivor Series, el Team Miz (The Miz, Drew McIntyre, Sheamus, Dolph Ziggler & Jack Swagger) derrotó al Team Morrison (John Morrison, Matt Hardy, Evan Bourne, Shelton Benjamin & Finlay). Finalmente, en TLC: Tables, Ladders & Chairs, perdió el campeonato ante McIntyre.

#### 2010

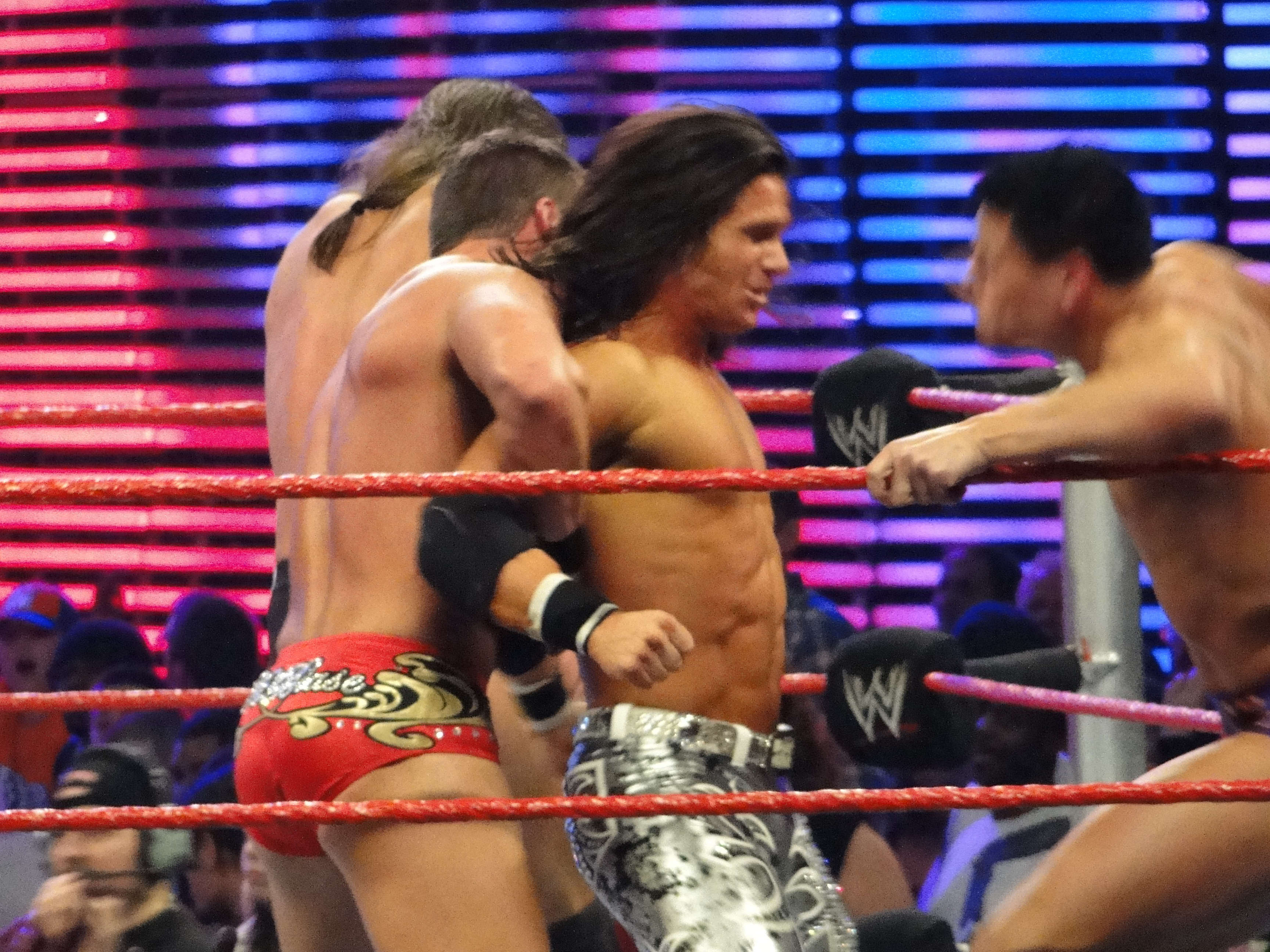
John Morrison durante el Royal Rumble.

Morrison intentó recuperar el Campeonato Intercontinental el 1 y 29 de enero en SmackDown, pero en ambas ocasiones perdió ante Drew McIntyre. Tras esto, participó en el Royal Rumble y en Elimination Chamber por el Campeonato Mundial Peso Pesado, pero en ambas ocasiones fue eliminado de la lucha. Luego, empezó una alianza con R-Truth, intentando conseguir en WrestleMania XXVI y en Extreme Rules los Campeonatos Unificados en Pareja de la WWE de The Miz & The Big Show, pero también fueron derrotados.
Debido al Draft, fue traspasado de SmackDown! a RAW, pero quedó inactivo después de una lesión en el tobillo en un house show. El 1 de junio de 2010 se anunció durante el último episodio de NXT que sería el mentor de Eli Cottonwood. Hizo su regreso al ring el 7 de junio en RAW haciendo pareja con R-Truth y el 14 de junio peleó por el Campeonato de los Estados Unidos contra el campeón R-Truth, The Miz y Zack Ryder, siendo The Miz el ganador del combate. Luego, empezó un feudo con Ted DiBiase al insultar a su acompañante, Maryse. Participó en el RAW Money in the Bank en Money in the Bank, pero no logró ganar, siendo The Miz el ganador. Durante el combate, Maryse intervino a favor de DiBiase, pero fue expulsada del ring por Morrison.
En Summerslam, formó parte del Team WWE (John Cena, Bret Hart, R-Truth, Edge, Chris Jericho, Morrison & Daniel Bryan), derrotando a The Nexus (Wade Barrett, David Otunga, Justin Gabriel, Heath Slater, Michael Tarver, Darren Young & Skip Sheffield). En dicho evento, Morrison eliminó a Tarver, pero fue eliminado por Sheffield. Tras ganar a Ted DiBiase en el Dark Match de Night Of Champions, en Hell in a Cell, peleó por el Campeonato de los Estados Unidos, en un Submissions Count Anywhere Match contra el campeón Daniel Bryan y The Miz, reteniendo Bryan. El 11 de octubre en RAW derrotó a Tyson Kidd, clasificándose para ser miembro del Team RAW en Bragging Rights, donde el Team SmackDown (Big Show, Rey Mysterio, Jack Swagger, Edge, Alberto Del Rio, Tyler Reks & Kofi Kingston) derrotó al Team RAW (The Miz, Santino Marella, R-Truth, Morrison, Sheamus, CM Punk & Ezekiel Jackson). En dicho evento, Morrison eliminó a Jack Swagger, pero fue eliminado por Edge.
Después empezó un feudo con Sheamus, quien atacaba a Santino Marella, salvándole Morrison de los ataques. En Survivor Series Morrison derrotó a Sheamus. El 22 de noviembre en RAW derrotó a Tyson Kidd, clasificándose al torneo King of the Ring. En dicho torneo, tras eliminar el 29 de noviembre a Cody Rhodes y a Alberto Del Rio en las dos luchas siguientes, se volvió a enfrentar a Sheamus, esta vez en la final, la cual perdió. Luego, continuaron su feudo hasta TLC: Tables, Ladders & Chairs, donde Morrison le derrotó en un Ladder Match, convirtiéndose en el contendiente número 1 al Campeonato de la WWE de The Miz. Además, dos semanas después derrotó al protegido de Miz, Alex Riley, ganando la oportunidad de elegir en que tipo de lucha y cuando se llevaría a cabo, cambiándolo a un Falls Count Anywhere Match.

#### 2011

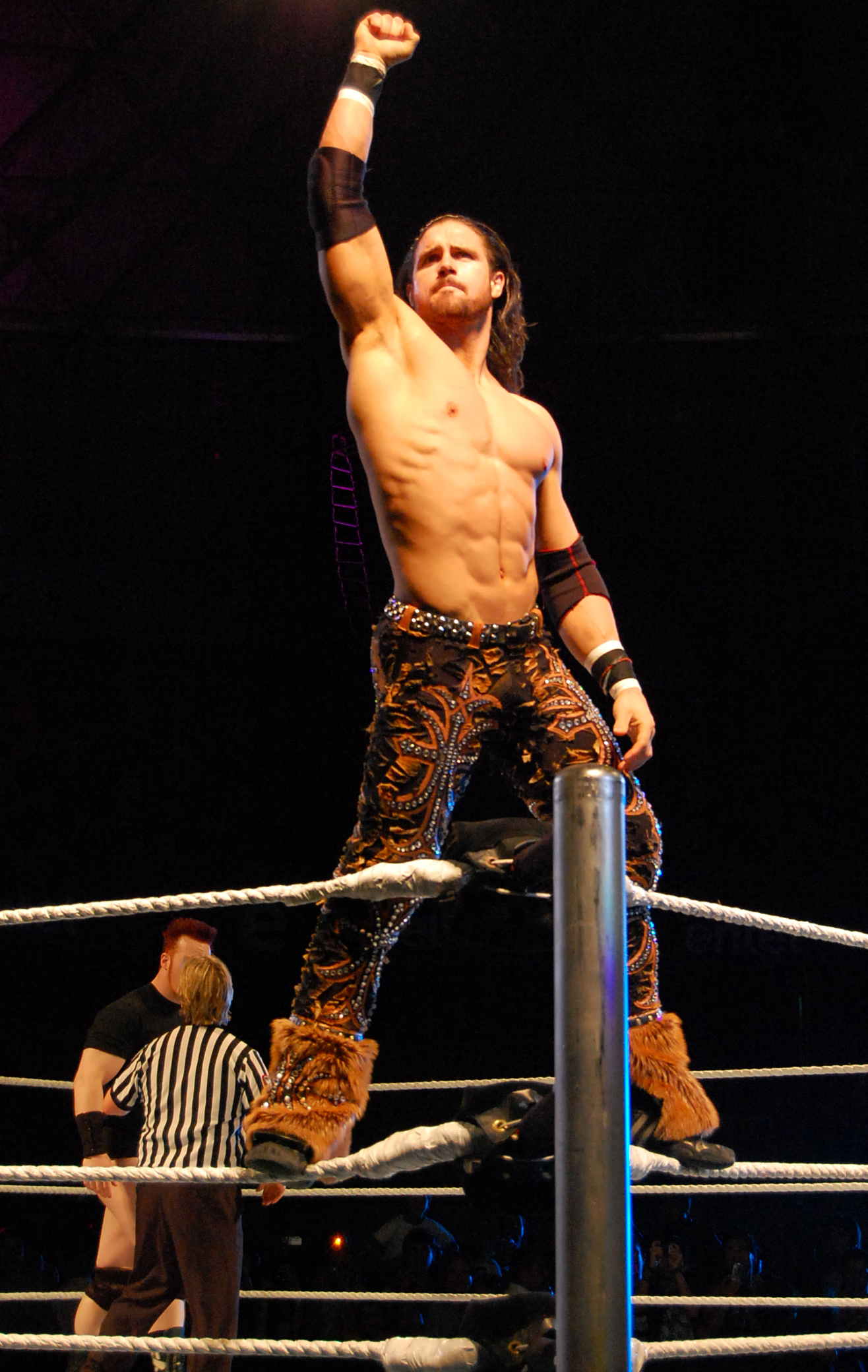
Uno de sus últimos feudos antes de salir de la WWE fue contra Sheamus (de fondo, hablando con el árbitro) alrededor del Campeonato de la WWE.

El 3 de enero en RAW, The Miz derrotó a John Morrison reteniendo el Campeonato de la WWE, en un Falls Count Anywhere Match. Participó en el Royal Rumble entrando en el número 7 pero fue eliminado por The New Nexus en décimo lugar. Al día siguiente en RAW, participó en un RAW 7-Man Royal Rumble, para una oportunidad por el Campeonato de la WWE en Elimination Chamber, pero no logró ganar, siendo eliminado por Sheamus. Esa misma noche luego de ser eliminado, automáticamente se clasificó para el RAW Elimination Chamber. La siguiente semana, por órdenes del Gerente General Anónimo de RAW, Morrison luchó contra el miembro de The New Nexus Michael McGillicutty, derrotándole, sin embargo fue atacado por CM Punk al terminar la lucha. En el PPV Elimination Chamber, participó en la Elimination Chamber Match por una oportunidad por el Campeonato de la WWE en WrestleMania XXVII, eliminando a Sheamus, pero no logró ganar, al ser eliminado por CM Punk. El 3 de abril en WrestleMania XXVII su equipo (Snooki & Trish Stratus) lograron vencer al team de Dolph Ziggler & LayCool.
El 11 de abril en RAW participó en una Gauntlet match para luchar por el Campeonato de la WWE, pero fue eliminado por R-Truth. El 18 de abril en RAW, Morrison retó a R-Truth a un combate donde la oportunidad por el Campeonato de la WWE en Extreme Rules estaba en juego. Tras un combate muy equilibrado, Morrison logró conseguir la victoria después se aplicarle a Truth un Starship Pain y cubrirlo. Luego de combate, R-Truth mostró su recentimiento atacándolo brutalmente y dejándolo postrado en ringside. La siguiente semana Morrison atacó a R-Truth, iniciando ambos luchadores un feudo. En Extreme Rules luchó en un Steel Cage Match contra John Cena y The Miz. Sin embargo, cuando iba a escapar, R-Truth lo siguió atacando, impidiéndole ganar. Tras esto, sufrió una lesión de cuello que le mantendrá inactivo de 5 a 6 semanas. El 13 de junio regresó en el especial de 3 horas WWE All-Stars Night, pero volvió a ser atacado por R-Truth.
Finalmente el 25 de julio en RAW, hizo su regreso gracias a Triple H atacando a R-Truth. En SmackDown se enfrentó a Christian lucha que perdió. En SummerSlam se enfrentó junto a Rey Mysterio y Kofi Kingston derrotando a R-Truth, The Miz y Alberto Del Rio. En el siguiente RAW pidió una lucha Falls Counts Anywhere contra, R-Truth lucha la cual ganó. En WWE Superstars se enfrentó a R-Truth siendo derrotado. En Night of Champions se enfrentó a Dolph Ziggler, Alex Riley y Jack Swagger por el Campeonato de los Estados Unidos siendo derrotado, resultando Ziggler ganador. En Hell in a Cell se enfrentó a Cody Rhodes por el Campeonato Intercontinental de la WWE, resultando Rhodes ganador. Después inició una larga racha de derrotas contra luchadores como Alberto del Río, Mark Henry, Wade Barrett y Drew McIntyre, hasta que, en la edición de Raw Supershow del 7 de noviembre derrotó al Campeón de los Estados Unidos, Dolph Ziggler, acabando con su racha de derrotas y comenzando un feudo con él. En Survivor Series se enfrentaron Ziggler y Morrison por el título de los Estados Unidos, donde perdió Morrison. El 28 de noviembre en RAW peleó contra The Miz en un Falls Count Anywhere Match dejándolo lesionado (Kayfabe). Finalmente, el 29 de noviembre salió de la WWE debido a un acuerdo mutuo entre la empresa y él ya que ninguno quiso renovar el contrato.

### Circuito independiente (2012-2014, 2016, 2017)
Hennigan tuvo su primera aparición en el circuito independiente luchando bajo su verdadero nombre el 4 de febrero en la compañía World Wrestling Fan Xperience en Manila, Filipinas, derrotando a Shelton Benjamin y convirtiéndose en el primer Campeón Peso Pesado de la WWFX. Tras esto, el 23 de mayo participó en el evento Wrestlefest XVI de la Northeast Wrestling, derrotando a Fit Finlay. El 29 de julio, debutó en la World Wrestling Council, como heel, perdiendo ante Carlito por descalificación. El día siguiente, fue derrotado junto con Shelton Benjamin por Primo y Épico. En el último día del 39.º aniversario de WWC, fue derrotado por Apolo. El 3 de agosto, derrotó a Sami Callihan en 2CW All or Nothing. El 4 de agosto derrotó a Sonjay Dutt en el evento de la Continental Wrestling Federation Superclash, ganando el Campeonato de los Estados Unidos de la CWF. El 12 de agosto debutó en la Juggalo Wrestling Championship en el evento Bloodymania 6, derrotando a Breyer Wellington y Matt Hardy. El 25 de enero de 2013 hizo su debut en la empresa Dragon Gate USA en el evento Open de Golden Gate 2013, donde derrotó en el evento principal de la velada a Akira Tozawa. El 22 de febrero de 2013, derrotó a otros cinco hombres para conseguir el Campeonato Mundial de la NGW en el primer evento de la Next Generation Wrestling. El fin de semana de WrestleMania, participó en dos eventos de la Pro Wrestling Syndicate. El 4 de abril derrotó a Elijah Burke y el 5 de abril derrotó a la leyenda japonesa Jushin "Thunder" Liger en un "International Dream Match" en un evento de Pro Wrestling Syndicate (PWS). El 19 de abril regresó a la 2CW, derrotando de nuevo a Sami Callihan y el 20 de abril, derrotó a Kevin Steen en el evento Living on the Edge. El 21 de junio participó en el evento de la Family Wrestling Entertainment Welcome to the Rumble II, derrotando a Carlito y ganando el Campeonato Peso Pesado de la FWE.
El 25 de junio de 2016 venció a Taya Valkyrie mientras ésta se arreglaba y ganó el Ironman Heavymetalweight Championship de Dramatic Dream Team, perdiéndolo horas más tarde en un improvisado Fatal 4 Way Match junto con Joey Ryan y Willie Mack, ante Ricochet
El 28 de septiembre de 2019, se reveló que Morrison pronto abandonarían Impact Wrestling y Lucha Underground ya que tenían interés en Ring of Honor y All Elite Wrestling.

### Asistencia Asesoría y Administración/Lucha Libre AAA Worldwide (2015-2018)
El 4 de junio, hizo su debut en Verano de Escándalo como heel haciendo equipo con El Mesías y Pentagón Jr. perdiendo ante Myzteziz, La Parka y Rey Mysterio Jr. El 4 de octubre en Héroes Inmortales IX, Mundo fue derrotado en una lucha titular por el Megacampeonato de AAA ante El Patrón Alberto. Después de que Alberto saliera de AAA, Mundo debía enfrentarse a Rey Mysterio Jr. por el vacante Megacampeonato de AAA en Guerra de Titanes, pero después fueran anunciados oficialmente, ni Mundo ni Mysterio fueron presentados para el evento y aun así el evento se canceló. 
Mundo participó en la Lucha Libre World Cup como miembro de "Team Lucha Underground" junto a Chavo Guerrero Jr. y Brian Cage, derrotando al "Equipo México Leyendas" (Blue Demon Jr., Canek y La Parka) en los cuartos de final y "Equipo de México Internacional" (Rey Mysterio Jr., Dr. Wagner Jr. y Dragon Azteca Jr. ) en las semifinales. El equipo de Mundo ganó el torneo derrotando al "Equipo AAA" (Pentagón Jr., El Texano Jr. y Psycho Clown) en la final.
Después de adoptar una actitud anti-México y unirse a El Mesías y Hernández para derrotar a El Texano Jr., El Hijo del Fantasma y Pentagón Jr., Mundo impugnó este último a un etabmoc en Triplemanía XXIV para el Campeonato latinoamericano de AAA, más tarde Pentagón aceptó la lucha. El 28 de agosto en Triplemanía XXIV, Mundo derrotó a Pentagón ganando el Campeonato latinoamericano, marcando su primer campeonato en AAA y convirtiéndose en el primer extranjero en celebrar el título. El 2 de octubre en el evento principal de Héroes Inmortales X, Mundo defendió con éxito su título contra Garza Jr.. El 20 de enero en Guerra de Titanes, Mundo defendió con éxito su título contra Pentagón Jr.
El 19 de marzo en Rey de Reyes, Mundo derrotó a El Texano Jr. y El Hijo del Fantasma en un Triple Threat Match no solamente retuvo su Campeonato latinoamericano de AAA, sino también ganó el Megacampeonato de AAA y el Campeonato Mundial de Peso Crucero de AAA convirtiéndose el primer tricampeón de AAA. El 30 de junio, Mundo defendió con éxito su Megacampeonato contra Texano Jr.
El 1 de julio, Mundo y su novia Kira Forster, conocidos como Taya, estuvieron envueltos en controversia con AAA y su gerente general de AAA, el Vampiro, lo que llevó a la salida de Taya de la compañía. De acuerdo con Wrestling Observer, AAA pidió a Mundo que entregara el Campeonato Reina de Reinas de AAA de Taya para una sesión de fotos el día anterior a un evento el 1 de julio. Unas semanas más tarde, Vampiro dirigió a la multitud que Forster fue despojado del título debido a No aparentando defender su título, a pesar de no ser programada para aparecer.
El 21 de julio en una House show de AAA, luego de que el Vampiro se disculpara con Mundo y la multitud en vivo, Mundo lanzó los títulos a los pies de Vampiro antes de llamarle un "charlatán" y su disculpa "bullshit".
El 26 de agosto en Triplemanía XXV, Mundo retuvo sus 3 títulos ante Texano y Fantasma luego de descolgar su título, más tarde encaró a Vampiro.
El 1 de octubre en Héroes Inmortales XI, Mundo perdió casi todos sus campeonatos por cada lucha, en la primera perdió su Campeonato Mundial de Peso Crucero de AAA en un Elimination Match donde se coronó Lanzelot, más tarde su segundo perdió su Campeonato latinoamericano de AAA en una 14-Man Battle Royal Match quien fue eliminado por El Hijo del Fantasma y más tarde su tercer título pudo retener su Megacampeonato de AAA ante Rey Wagner quien fue descalificado así poniéndole fin el Tricampeonato de AAA.
El 26 de enero en Guerra de Titanes, Mundo perdió su Megacampeonato de AAA ante Wagner en su revancha, luego de que el Vampiro le aplicara un Chokeslam.

### Lucha Underground (2014-2018)
En septiembre de 2014 se informó que Hennigan firmó con la nueva serie de televisión de El Rey Network, Lucha Underground, luchando bajo el nombre de Johnny Mundo. Mundo luchó en el evento principal del episodio debut el 29 de octubre de 2014 derrotando a Prince Puma, ganando US$100.000 que luego le fueron arrebatados por el promotor de Lucha Underground, Darío Cueto. Luego se asoció con el Príncipe Puma durante el episodio del 5 de noviembre de 2014, derrotando a Cortez Castro y al Sr. Cisco. En el episodio del 19 de noviembre, Mundo derrotó a Big Ryck por inhabilitación tras injerencia de Castro y Cisco. Mundo finalmente recuperó el dinero luego de derrotar a Prince Puma y Big Ryck en un Ladder match en el episodio del 10 de diciembre. 
En el episodio del 7 de enero de 2015, Mundo luchó contra otros 19 luchadores en un Aztec Warfare match para coronar al primer campeón de Lucha Underground, siendo el último hombre eliminado frente a Prince Puma quien finalmente ganó el título. Tras esto Mundo inició una rivalidad con King Cuerno a quien derrotó en un Steel Cage match en el episodio transmitido el 11 de marzo. El 6 de mayo enfrentó a Alberto el Patrón, en una lucha donde el ganador enfrentaría a Hernández para convertirse en el retador número 1 al título, sin embargo fue derrotado. El 13 de mayo, Mundo se convirtió en un heel cuando atacó a Alberto El Patrón en su partido contra Hernández, arrojándolo por la ventana de la oficina de Darío Cueto. Posteriormente, Mundo arrojó a El Patrón de vuelta al ring, dándole la victoria a Hernández. El 17 de junio, episodio de Lucha Underground, Johnny Mundo desafió sin éxito al Príncipe Puma por el Lucha Underground Championship en un combate de Iron Man. El 5 de agosto de 2015, en Última Lucha , Mundo derrotó a Alberto El Patrón luego de una interferencia de su novia Melina Pérez.
En el episodio del 3 de febrero de 2016 de Lucha Underground, Mundo se enfrentó a Killshot en un esfuerzo ganador. Después del combate, Mundo se burló del Campeón Subterráneo de Lucha Mil Muertes, solo para ser confrontado por Cage. Mundo derrotó a Cage el 24 de febrero, después de la interferencia del debutante Taya, convirtiéndose posteriormente en el ayuda de cámara de Mundo. En el episodio del 25 de mayo de Lucha Underground, Taya reveló a PJ Black y Jack Evans que su socio Fénix fue herido por Mundo. Cuando Mundo se reveló a sí mismo como el reemplazo de Fénix para su combate, Black y Evans se aliaron con los dos. Más tarde esa noche en el evento principal, Mundo, Black y Evans derrotaron a Rey Mysterio Jr., Prince Puma y Dragon Azteca Jr. para ganar el Lucha Underground Trios Championship, el primer campeonato para cada uno en Lucha Underground. La semana siguiente, Mundo, Black y Evans, ahora colectivamente facturados como Worldwide Underground, retuvieron sus campeonatos en una revancha por descalificación. Worldwide Underground perdió sus títulos ante Aero Star, Drago y Fénixen la tercera y última parte Última Lucha Dos , que se emitió el 20 de julio.
En el episodio del 26 de octubre de Lucha Underground , Mundo derrotó a Sexy Star para ganar el Lucha Underground Gift of the Gods Championship después de que noqueó a Sexy Star con puños de bronce mientras el árbitro no lo sabía. En el episodio del 23 de noviembre de Lucha Underground, ganó su Gift of the Gods Championship en Sexy Star antes de derrotarla para ganar el Lucha Underground Championship, convirtiéndose en el segundo Campeón de la Triple Corona en la historia de Lucha Underground. En el episodio del 21 de diciembre de Lucha Underground, Mundo defendió con éxito su campeonato en una revancha contra Sexy Star dentro de una jaula de acero. Perdió el título ante Prince Puma en Última Lucha Tres. Mundo hizo su regreso en el estreno de la cuarta temporada, compitiendo en Aztec Warfare entrando en el número 11. Mundo eliminó a Ricky Mundo y Daga antes de ser eliminado por Marty Martínez y ser atacado por la Tribu Reptil. El 17 de noviembre de 2018, Mundo luchó en el episodio final de Lucha Underground, Última Lucha Cuatro , derrotando a Matanza Cueto en un combate Sacrifice to the Gods.

### Impact Wrestling (2017–2019)

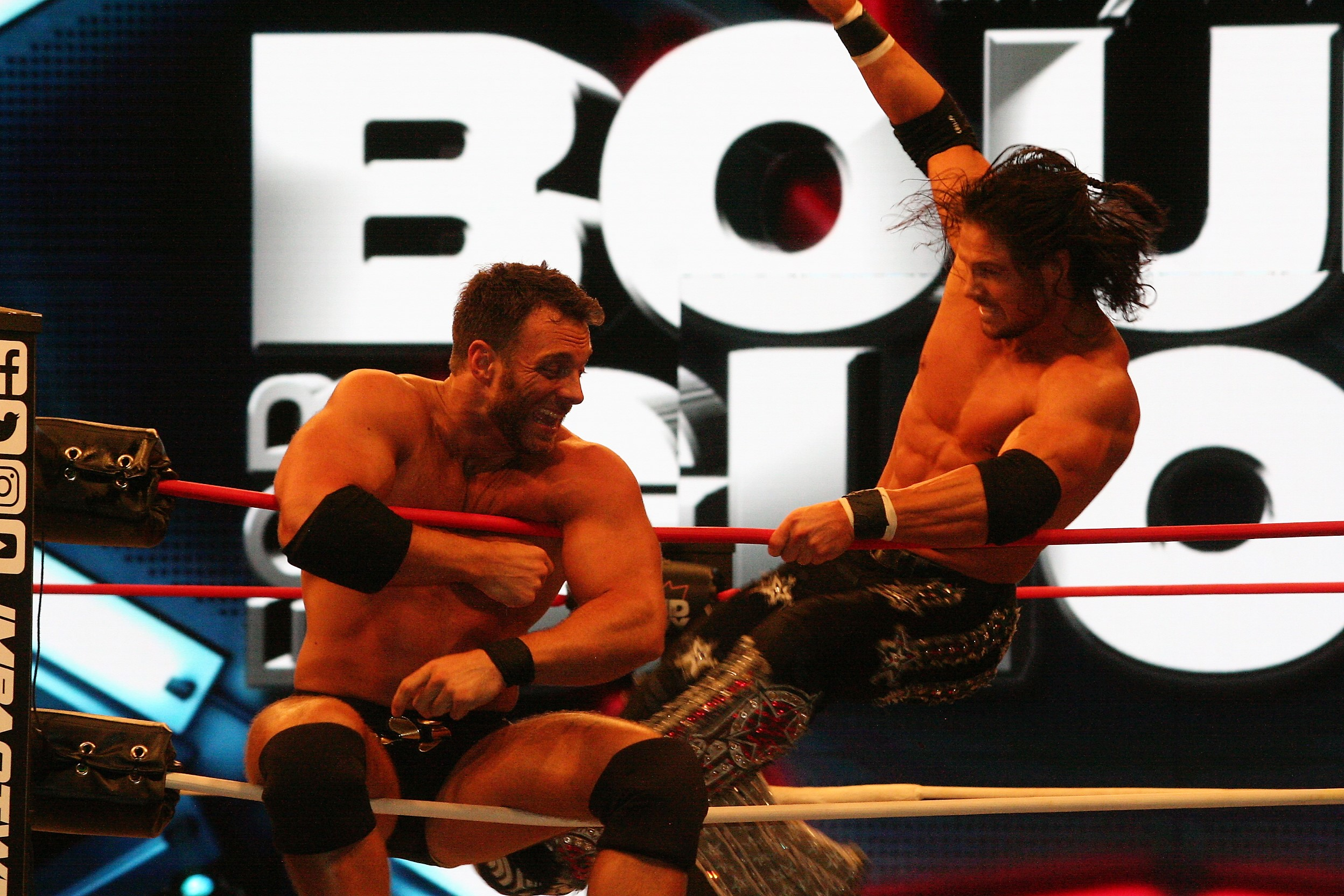
Johnny Impact luchando Eli Drake en Bound for Glory.

En agosto de Hennigan aparece en el día 4 en uno de los eventos de  Fuerza de lucha global, trabajando con James Storm y Moose y derrotar Ethan Carter III,  Lashley y Eli Drake y aunque hay contrato todavía no se ha firmado,  día 5 todavía lucha contra Lashley y Low Ki.

En Destination X se revela su nuevo nombre Johnny Impact y debuta el día 24 en un episodio de  GFW Impact peleando en un  Gauntlet match de 20 luchadores en el que se jugó el  title Campeonato Mundial Peso Pesado de GFW y fuego como el tercero eliminado por última vez. 
 La semana siguiente, junto con Eddie Edwards interrumpe  Chris Adonis y Drake celebra la victoria y el cinturón y consigue un partido en el equipo de la etiqueta pero pierde. El 14 de septiembre, derrota a Low Ki y se convierte en el Number One Contienda luchando en el título para el próximo Victory Road y después de que el combate sea atacado por Adonis y Drake. El 21 de septiembre defiende el estado del contendiente número uno contra KM y El Texano Jr. y desafía al poseedor del título (Eli Drake) el 29 de septiembre donde pierde el partido y finalmente llega Me muevo golpeado por Drake y Adonis en una reunión donde la continuación es una pelea en la que también participan  LAX. Impact se enfrentaría a Drake por el título en Victory Roady Bound for Glory, donde no logró ganar el título. Desde que terminó el combate Bound for Glory después de que Alberto El Patrón hizo una interferencia, Impact, Alberto y Drake tuvieron un combate a tres bandas Last Chance Six Sides of Steel en el episodio del 25 de enero de 2018 de Impact, donde Drake retuvo el título.
Después de que Drake perdió el Campeonato Mundial de Impacto renombrado ante Austin Aries, Impact comenzó a perseguir el campeonato de Aries, enfrentándolo en la especial de Crossroads, donde volvió a perder. ¡En el episodio del 19 de abril de Impact!, Johnny Impact fue atacado y herido por Kongo Kong, que se interpretó para descartarlo de la televisión con el fin de filmar para el reality show Survivor. Impact regresó en el Slammiversary XVI, cuando ganó un combate a cuatro bandas contra Fénix, Taiji Ishimori y Petey Williams. 
El 6 de septiembre de Impact, Johnny Impact anunció que se enfrentaría a Austin Aries en Bound for Glory por el Campeonato Mundial de Impact. Más tarde fue atacado por Aries, Killer Kross y Moose. En Bound for Glory, Impact derrotó a Aries para ganar el Campeonato Mundial de Impact por primera vez en su carrera. Durante las grabaciones de febrero para Impact Wrestling, Impact defendió su título en un combate con Killer Kross, Moose y Brian Cage. Impact golpeó su remate en Moose, apenas unos segundos antes de que Cage golpeara su remate Drill Claw en Killer Kross. Como Impact fue capaz de cubrir a su oponente primero, el árbitro pudo proporcionar el conteo y, por lo tanto, Impact ganó el combate cuando Brian Cage fue a cubrir a su oponente. El 15 de marzo de Impact, la esposa de Impact, Taya Valkyrie, golpeó a Cage, lo que le permitió a Impact atacar a Cage, cambiándose a heel por primera vez desde que se unió a la empresa.
En United We Stand, Impact ganó un combate de Ultimate X de cinco vías para convertirse en el contendiente número uno del Campeonato de la División X de Impact. A lo largo de abril, Impact defendió con éxito su título de Cage, a menudo con interferencias de Valkyrie y el ex árbitro John E Bravo. En Rebellion, Impact perdió el título ante Brian Cage en su lucha en el que Lance Storm fue árbitro invitado especial; esto dejó que el reinado de Impact terminara en 196 días, dejándolo el reinado más largo desde el reinado de 2011-2012 de Bobby Roode, y por lo tanto el reinado más largo en siete años, así como el reinado más largo bajo el nombre actual del título.
El 31 de mayo de Impact, Impact desafió al Campeón de la División X de Impact Rich Swann, a un combate por el título en Slammiversary XVII. Más tarde esa noche, se unió a Michael Elgin para enfrentar a Swann y Willie Mack, en el que Swann cubrió a Impact. En Slammiversary XVII, Impact fue derrotado por Swann siendo esta su última lucha en Impact Wrestling. El 8 de julio, Pro Wrestling Insider informó que el contrato de Hennigan con Impact Wrestling había expirado varias semanas antes del evento, y las dos partes acordaron que Hennigan trabajara hasta Slammiversary.

### Major League Wrestling (2017-2018)
El 7 de diciembre de 2017, Hennigan debutó para Major League Wrestling (MLW) en el evento principal del evento Never Say Never, formando equipo con Shane Strickland en una derrota ante Darby Allin y Jimmy Havoc. El 19 de julio de 2018, en Battle Riot I, Hennigan participó en el combate Battle Riot de 40 hombres, que ganó Tom Lawlor. El 6 de septiembre, en el evento principal de WarGames, Hennigan participó en una partida de WarGames, formando equipo con Shane Strickland, Tommy Dreamer, Barrington Hughes y Kotto Brazil para derrotar a Abyss, Jimmy Havoc, Sami Callihan, Fulton y Leon Scott.

### Regreso a la WWE (2019-2021)
En un episodio de WWE Backstage que se emitió el 3 de diciembre de 2019, se confirmó que John Morrison volvería a WWE. El luchador firmó un contrato por cinco años con la empresa. Morrison hizo su primera aparición en la televisión de la WWE en el episodio del 3 de enero de 2020 de SmackDown en una breve entrevista entre bastidores, saliendo del vestuario de The Miz. El 10 de enero cambió a Heel junto con The Miz después de que ambos atacaran a The New Day. Posteriormente, Morrison ayudó a Miz a ganar su lucha contra Kofi Kingston. Morrison hizo su regreso al ring la semana siguiente, derrotando a Big E y Kofi Kingston una semana después, ambos en luchas individuales. Morrison luego participó en el combate Royal Rumble 2020 como el quinto participante, pero fue eliminado por el Campeón de la WWE Brock Lesnar en solo nueve segundos. En Super ShowDown, Miz y Morrison ganaron los Campeonatos en Parejas de SmackDown ante The New Day.
El 8 de marzo, Morrison y Miz tuvieron su primera defensa del título contra otros cinco equipos en un Elimination Chamber match en Elimination Chamber, eliminando a The New Day y The Usos para retener los títulos. En el show de WWE RAW del 22 de febrero se lesionó en la rodilla en un combate contra Matt Ridle.
En el Kick-Off de Elimination Chamber, derrotó a Mustafa Ali, Ricochet y a Elías en un Fatal-4 Way Match para reemplazar a Keith Lee en la Triple Threat Match por el Campeonato de los Estados Unidos de la WWE en Elimination Chamber, más tarde esa misma noche, se enfrentó a Bobby Lashley y a Riddle en una Triple Threat Match por el Campeonato de los Estados Unidos de la WWE, sin embargo perdió. A la noche siguiente en Raw, organizó una fiesta para su compañero The Miz por ganar el Campeonato de la WWE, sin embargo fueron interrumpidos por Bobby Lashley, después del segmento, fue derrotado por el Campeón de los Estados Unidos de la WWE Riddle en un combate no titular. Derrotó a Randy Orton  para calificar en la lucha dinero en el banco. En Money in the Bank 2021 no logró ganar: en aquella lucha el ganador fue Big E. En el episodio del 26 de julio de 2021 de Monday Night Raw derrotó a Riddle debido a distracciones ocasionadas por The Miz, AJ Styles y Omos.
La WWE informó que Morrison, junto con algunos otros talentos, fueron despedidos el 18 de noviembre de 2021.

### Regreso a AAA (2022-presente)
El 19 de febrero de 2022, Hennigan se enfrentará a El Hijo del Vikingo en Rey de Reyes en el evento principal por el Megacampeonato de AAA.

### Regreso al circuito independiente (2022-presente)
El 1 de abril de 2022, Hennigan, como "Johnny Caballero", hará su debut para Game Changer Wrestling (GCW) en el evento Wrld on Lucha.

### All Elite Wrestling (2022, 2023)
Hennigan debutó en el episodio del 18 de mayo del 2022 en AEW Dynamite, cayendo derrotado ante Samoa Joe. Después del combate, se informó que Hennigan no había firmado contrato con AEW, pero que "la puerta está abierta" para que regrese. En el episodio del 27 de mayo de AEW Dark, Elite obtuvo su primera victoria al derrotar a Marq Quen. En el episodio del 1 de junio de Dynamite , emitió un desafío de "contrato abierto" que fue respondido por Miro que regresaba, quien derrotó a Elite.
En el episodio del 23 de junio de 2023 de AEW Rampage, bajo el nuevo nombre de ring "Johnny TV", Hennigan regresó a AEW como el miembro más nuevo del QTV estable de QT Marshall después de atacar a Billy Gunn.

### Regreso a MLW (2023)
El 7 de enero de 2023, Hennigan regresó a Major League Wrestling en su pago por evento Blood and Thunder bajo el nombre de ring Johnny Fusion y derrotó a Davey Richards para ganar su Campeonato Nacional de Peso Abierto. El 6 de abril, en War Chamber, Hennigan perdió el título ante Jacob Fatu, poniendo fin a su reinado a los 89 días.

## Campeonatos y logros
- DDT Pro-Wrestling/DDT

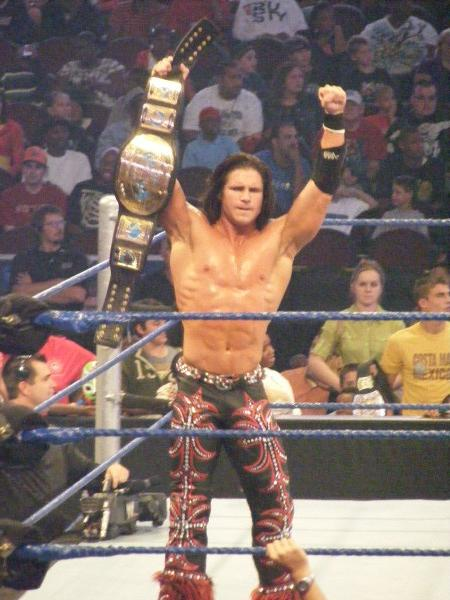
Hennigan como Campeonato Intercontinental de la WWE.

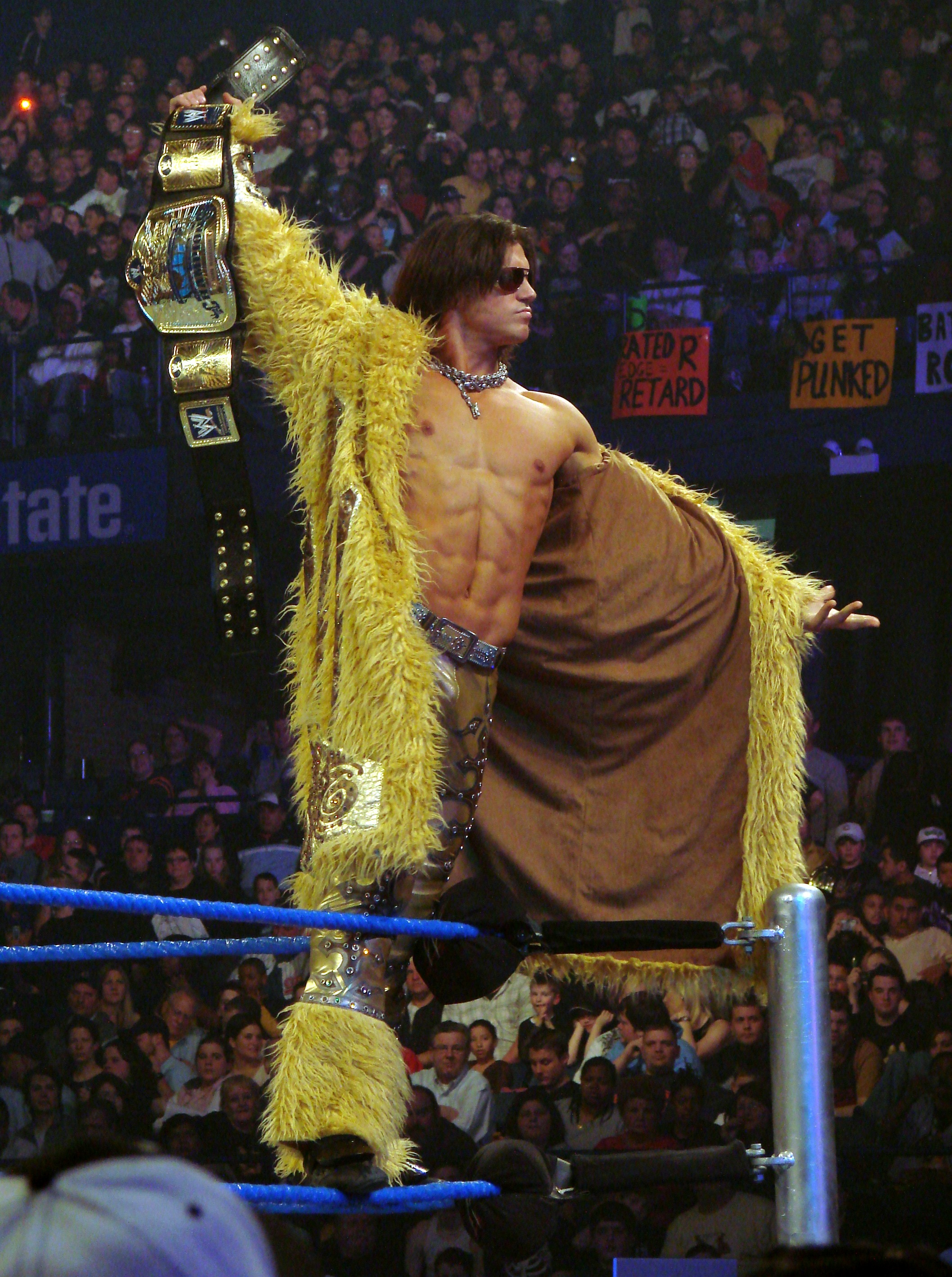
Hennigan como Campeón en Parejas de la WWE.

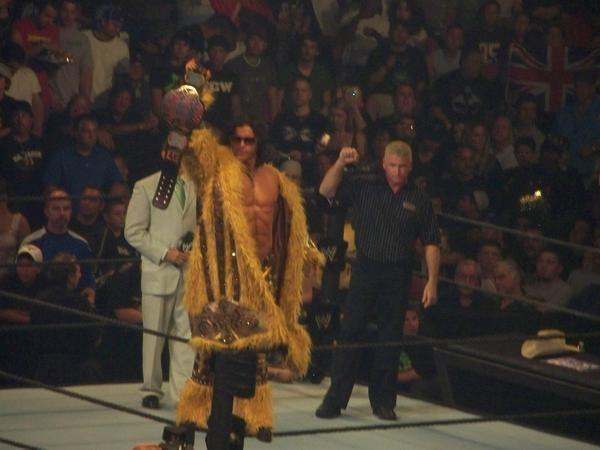
Hennigan como Campeón de la ECW.

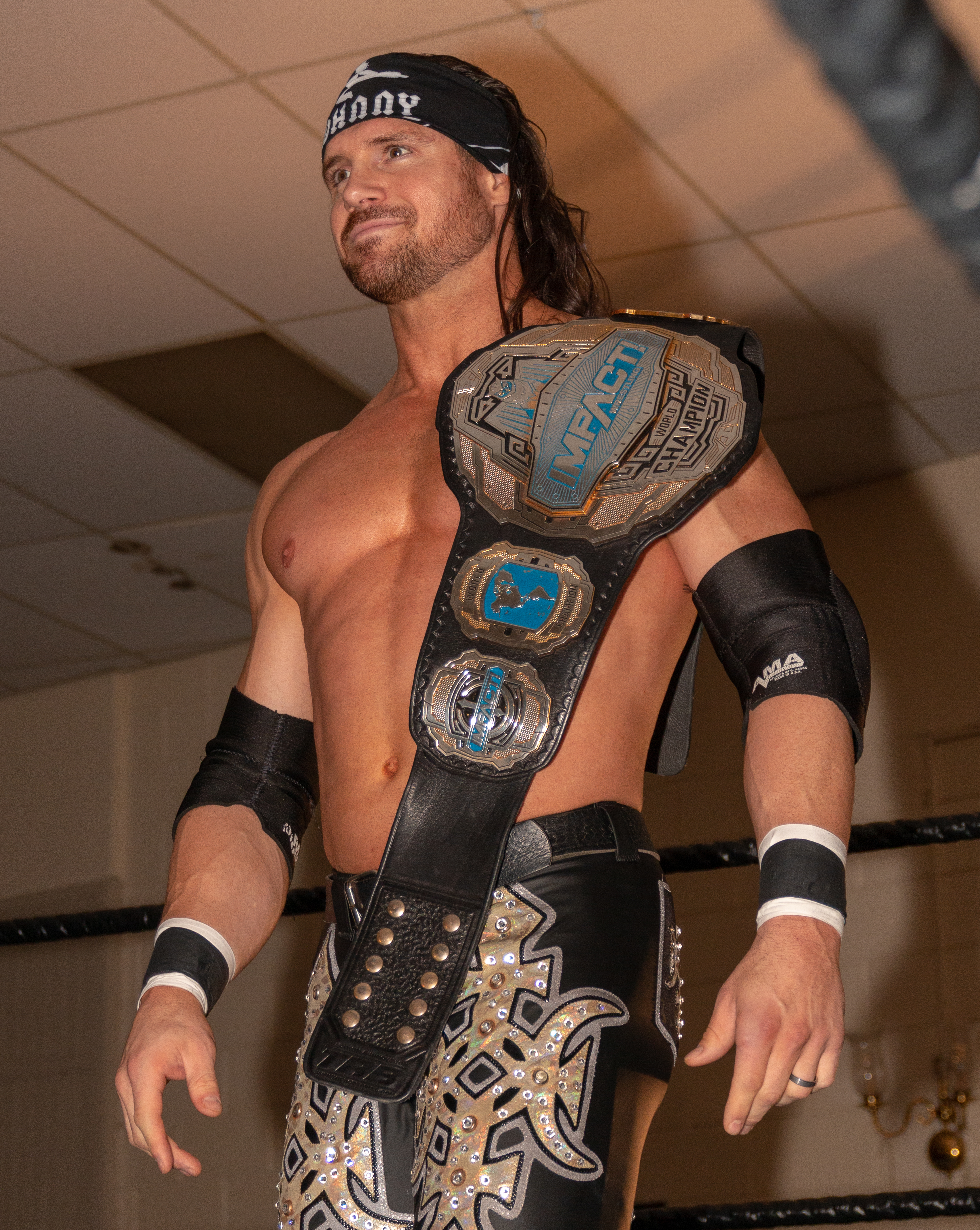
Hennigan como Campeón Mundial de Impact.

  - Ironman Heavymetalweight Championship (1 vez)

- Impact Wrestling/IMPACT!
  - Impact World Championship (1 vez)

- Lucha Libre AAA Worldwide/AAA
  - Megacampeonato de AAA (1 vez)
  - Campeonato Latinoamericano de la AAA (1 vez)
  - Campeonato Mundial de Peso Crucero de AAA (1 vez)
  - Lucha Libre World Cup (2016) - con Chavo Guerrero Jr y Brian Cage

- Lucha Underground
  - Lucha Underground Championship (1 vez)
  - Lucha Underground Gift of the Gods Championship (1 vez)
  - Lucha Underground Trios Championship (1 vez) - con Jack Evans & PJ Black
  - Triple Crown Championship (Segundo)

- Major League Wrestling
  - MLW National Openweight Championship (1 vez)

- Mondo Lucha
  - Mondo Lucha Championship (1 vez)[74]
  - Mondo Lucha Tag Team Championship (1 vez) - Matt Cross[75]

- Next Generation Wrestling
  - NGW World Championship (1 vez)[76]
  - NGW World Title Tournament (2013)[77]

- Ohio Valley Wrestling/OVW
  - OVW Southern Tag Team Championship (1 vez) - con Joey Matthews

- World Wrestling Entertainment/WWE
  - ECW World Championship (1 vez)
  - WWE Intercontinental Championship (3 veces)
  - WWE Tag Team Championship (4 veces) - con Joey Mercury (3), The Miz (1)
  - World Tag Team Championship (1 vez) - con The Miz
  - SmackDown Tag Team Championship (1 vez) - con The Miz
  - WWE Tough Enough III - con Matt Cappotelli
  - Elimination Chamber (2020) - con The Miz
  - Slammy Award (2 veces)
    - Tag Team of the Year (2008) – con The Miz
    - Best WWE.com Exclusive (2008) – con The Miz

- Pro Wrestling Illustrated
  - Equipo del año (2005) con Joey Mercury (MNM)[78]
  - Luchador que más ha mejorado del año (2009)
  - Situado en el Nº160 en los PWI 500 de 2004[79]
  - Situado en el Nº80 en los PWI 500 de 2005[80]
  - Situado en el Nº72 en los PWI 500 de 2006[81]
  - Situado en el Nº56 en los PWI 500 de 2007[82]
  - Situado en el Nº43 en los PWI 500 de 2008[83]
  - Situado en el Nº46 en los PWI 500 de 2009[84]
  - Situado en el Nº27 en los PWI 500 de 2010[85]
  - Situado en el Nº27 en los PWI 500 de 2011[86]
  - Situado en el Nº309 en los PWI 500 de 2013[87]
  - Situado en el Nº32 en los PWI 500 de 2015[88]
  - Situado en el Nº62 en los PWI 500 de 2016[89]
  - Situado en el N°24 en los PWI 500 de 2017[90]
  - Situado en el Nº47 en los PWI 500 de 2018

- Wrestling Observer Newsletter
  - WON Equipo del año - 2008, con The Miz
  - Situado en el Nº15 del WON Mejor pareja de la década (2000–2009), con The Miz[91]